# Імпульс (механіка)
Імпульсом (від лат. impulsus — удар, поштовх) або вектором кількості руху в класичній механіці називається міра механічного руху тіла, векторна величина, що для матеріальної точки дорівнює добутку маси точки на її швидкість та має напрямок швидкості.
У Міжнародній системі одиниць (SI) одиницею імпульсу є кг·м/с, в системі СГС — [г·см/с].
Сума векторів імпульсу тіл для будь-якої ізольованої системи є величиною сталою.

## Історія
Поняття імпульсу запровадив на початку XIV століття Жан Бурідан. Французький філософ зауважив, що кинуте тіло продовжує рухатися тоді, коли на нього перестає діяти сила руки. Здатність тіла зберігати рух Бурідан назвав латинським словом impetus, таким чином увівши в обіг поняття, яке в наш час називають імпульсом.

## Імпульс в класичній механіці
В класичній механіці імпульс (традиційно позначається p) визначається як добуток маси тіла m та його швидкості v:
p =  m v.
Імпульсом системи n матеріальних точок називається вектор P, що дорівнює геометричній сумі імпульсів всіх точок системи та є добутком сумарної маси системи M на швидкість її центра мас vc:
{\displaystyle \mathbf {P} =\sum _{i=1}^{n}\mathbf {p} _{i}=\sum _{i=1}^{n}m_{i}\mathbf {v} _{i}={\mathit {M}}\mathbf {v} _{c}}.
Зміна імпульсу системи може відбуватись лише внаслідок зовнішнього впливу, тобто внаслідок дії зовнішніх сил. Жодними внутрішніми процесами та взаємодією внутрішніх часток не можна змінити сумарний імпульс системи.
Зміна імпульсу тіла пропорційна до сили, яка викликає цю зміну, та проміжку часу, за який ця зміна відбувається (другий закон Ньютона):
{\displaystyle d\mathbf {p} =\mathbf {F} \cdot dt}.
Для замкненої системи, тобто системи на яку не діють ніякі зовнішні сили, має місце закон збереження імпульсу. Величина імпульсу P такої системи залишається векторною та сталою, в той же час імпульси окремих частин системи можуть змінюватись внаслідок їхньої взаємодії. Цей закон пояснює реактивний рух, відбій при пострілі, роботу гребного гвинта тощо.

## Узагальнений імпульс
В теоретичній механіці поняття імпульсу узагальнюється згідно з означенням
{\displaystyle p={\frac {\partial L}{\partial {\dot {q}}}}},
де {\displaystyle L({\dot {q}},q,t)} — функція Лагранжа, {\displaystyle q} — узагальнена координата, а {\displaystyle {\dot {q}}} — узагальнена швидкість.

## Імпульс в релятивістській механіці
Визначення імпульсу було змінене в спеціальній теорії відносності для того, щоб воно залишалось інваріантним до релятивістських перетворень і визначається як чотирьохкомпонентний вектор, або 4-імпульс:
{\displaystyle p^{i}=\left({\frac {E}{c}},p_{x},p_{y},p_{z}\right)}
де {\displaystyle c} — константа швидкості світла, {\displaystyle E} — повна енергія системи, {\displaystyle \mathbf {p} } — просторовий вектор, який відповідає «звичайному» імпульсу в релятивістських умовах.
Імпульс {\displaystyle \mathbf {p} } частки з масою m визначається як
{\displaystyle \mathbf {p} ={\frac {m\mathbf {v} }{\sqrt {1-v^{2}/c^{2}}}}}.
Вираз для імпульсу в релятивістській механіці при v = c дорівнює нескінченності, якщо маса не дорівнює нулю. Таким чином частки з ненульовою масою можуть рухатись лише зі швидкістю меншою за швидкість світла.
4-імпульс {\displaystyle p^{i}} пов'язаний з 4-швидкістю {\displaystyle u^{i}} формулою {\displaystyle p^{i}=mcu^{i}}. Враховуючи співвідношення {\displaystyle u^{i}u_{i}=1}, можна отримати зв'язок між енергією та імпульсом тіла:
{\displaystyle {\frac {{\mathit {E}}^{2}}{{\mathit {c}}^{2}}}=\mathbf {p} ^{2}+m^{2}{\mathit {c}}^{2}}.
З цієї формули виходить, що об'єкти з нульовою масою, такі як фотони, також мають імпульс, який дорівнює
p=E/c, де E — енергія фотона, та c — швидкість світла.
При переході до інших інерціальних систем відліку імпульс змінюється згідно з формулами перетворень Лоренца.
В спеціальній теорії відносності взаємодія розповсюджується зі скінченною швидкістю, яка не може перебільшувати швидкість світла в вакуумі. Тобто імпульс випромінений однією частинкою передається до інших не миттєво, і, отже, сумарний імпульс всіх частинок не зберігається. Але закон збереження виконується і в цьому випадку, якщо враховувати імпульс, що належить полю — носію взаємодії, котрому приписують густину імпульсу та густину потоку імпульсу.

## Імпульс в квантовій механіці
У квантовій механіці, імпульс визначається як оператор над хвильовою функцією, що комутує з гамільтоніаном системи та збереження якого випливає з однорідності простору. Принцип невизначеності Гайзенберга визначає межу похибки, з якою координата частки може бути виміряна одночасно з відповідною компонентою імпульсу вздовж тієї ж осі. В квантовій механіці похибки вимірювання координати частки {\displaystyle \Delta x} та відповідної компоненти імпульсу {\displaystyle \Delta p_{x}} не можуть одночасно дорівнювати нулю:
{\displaystyle \Delta p_{x}\Delta x\geq \hbar }.
Для окремої частинки з нульовим електричним зарядом та спіном, оператор імпульсу {\displaystyle {\widehat {\mathbf {p} }}} визначається як
{\displaystyle {\widehat {\mathbf {p} }}=-i\hbar \nabla }
де {\displaystyle \nabla =\left({\frac {\partial }{\partial x}},{\frac {\partial }{\partial y}},{\frac {\partial }{\partial z}}\right)} — оператор градієнта.
Оскільки результат диференціювання по двох незалежних змінних не залежить від порядку диференціювання, то оператори трьох компонент імпульсу комутативні:
{\displaystyle {\begin{matrix}{\widehat {\mathbf {p} }}_{x}{\widehat {\mathbf {p} }}_{y}-{\widehat {\mathbf {p} }}_{y}{\widehat {\mathbf {p} }}_{x}=0,\\{\widehat {\mathbf {p} }}_{x}{\widehat {\mathbf {p} }}_{z}-{\widehat {\mathbf {p} }}_{z}{\widehat {\mathbf {p} }}_{x}=0,\\{\widehat {\mathbf {p} }}_{y}{\widehat {\mathbf {p} }}_{z}-{\widehat {\mathbf {p} }}_{z}{\widehat {\mathbf {p} }}_{y}=0.\end{matrix}}}
З цього виходить, що всі три компоненти імпульсу можуть одночасно мати визначені точні значення.
Власні функції та власні значення оператора імпульсу є розв'язками рівняння:
{\displaystyle -i\hbar \nabla \psi =\mathbf {p} \psi }
та мають такий вигляд:
{\displaystyle \psi ={\text{const}}\cdot e^{i\mathbf {pr} /\hbar }}.

## У прикладних галузях

### Вибухова справа
При висадженні ВР: 
- Імпульс вибуху (англ. explosion impulse, blast surge; нім. Explosionsimpuls) — величина, що характеризує динамічну дію вибуху, чисельно рівна добутку надлишкового тиску продуктів вибуху на тривалість його дії.

- Імпульс спалахування — величина І. постійного струму, необхідна для вибуху електродетонатора. На практиці визначають значення мінімального та максимального імпульсу спалахування.

- Імпульс початковий — зовнішня дія, необхідна для збудження детонації заряду ВР; забезпечується підриванням капсуля-детонатора, детонуючого шнура або, у випадку найпростіших, крупнодисперсних водовмісних ВР, детонатора проміжного. І. плавлення місточка розжарювання — найменша величина І. постійного струму, яка викликає плавлення (перегоряння) місточка електрозапальника. Див. також мінімальний ініціюючий імпульс.

## Термінологічні нюанси
В англомовній традиції, імпульс має назву «моменту» (momentum), тоді як англомовний «імпульс» (impulse) відповідає зміні імпульсу {\displaystyle \Delta \mathbf {p} }.

## Виноски
1. ↑  Імпульс // Українська радянська енциклопедія : у 12 т. / гол. ред. М. П. Бажан ; редкол.: О. К. Антонов та ін. — 2-ге вид. — К. : Головна редакція УРЕ, 1974–1985.
2. ↑  Aydin Sayili (1987). Ibn Sīnā and Buridan on the Motion of the Projectile. Annals of the New York Academy of Sciences. 500 (1): 477—482. doi:10.1111/j.1749-6632.1987.tb37219.x. Thus he considered impetus as proportional to weight times velocity. In other words, his conception of impetus comes very close to the concept of momentum of Newtonian mechanics.